# Erich Walther
Pour les articles homonymes, voir Walther.
Erich Walther, né le 5 août 1903 à Gorden et mort le 26 décembre 1947 à Buchenwald, est un militaire allemand, général des Fallschirmjäger durant la Seconde Guerre mondiale.

## Biographie

### Débuts militaires
Erich Walther entame sa carrière dans la Reichswehr au début des années 1920. Il poursuit son engagement militaire après la création de la Wehrmacht en 1935.

### Seconde Guerre mondiale
Au cours de la Seconde Guerre mondiale, Walther rejoint les Fallschirmjäger, les troupes parachutistes de la Luftwaffe. Il participe à plusieurs opérations militaires sur différents fronts européens, dont l’Europe de l’Est et les Balkans. Il gravit les échelons et atteint le grade de Generalmajor (général de division).
Les sources disponibles restent limitées quant à ses actions précises ou son implication dans des opérations spécifiques.

### Captivité et décès
À l’issue du conflit, Erich Walther est capturé par les forces alliées. Il décède le 26 décembre 1947 au camp de Buchenwald, utilisé à cette époque comme camp spécial soviétique destiné à l’internement d’anciens membres de la Wehrmacht, de la SS ou du NSDAP.
Il a notamment été décoré de la croix de chevalier de la croix de fer avec feuilles de chêne et glaives et de la croix allemande en or, Plaque de bras Narvik, Bande de bras Kreta.